# Spreča
Die Spreča (serbisch-kyrillisch Спреча) ist ein nicht schiffbarer Fluss in Bosnien und Herzegowina und rechter Nebenfluss der Bosna von 127 km Länge. 

## Lauf
Sie entspringt in 261 m Höhe unterhalb des Berges Velja Glava (594 m) in Papraća, Gemeinde Šekovići bei Zvornik und mündet nach 127 km bei Doboj auf einer Höhe von 138 m in die Bosna, wobei sie die relativ dicht besiedelten Gebiete von Kalesija, Živinice, Lukavac, Petrovo, Gračanica und Doboj durchfließt.
Linke Nebenflüsse sind die Mala Spreča, die Oskova und die Gostelja, rechte Nebenflüsse die Gribaja und die Jala.
Bei Lukavac ist die Spreča zum 12 km langen und bis zu 14 m tiefen Modračko jezero aufgestaut.

## Einzugsgebiet
Das Einzugsgebiet umfasst 1947 km². Die Spreča entwässert einen großen Teil des Kantons Tuzla.

## Verkehr
Das Tal der Spreča ist die kürzeste Verbindung zwischen der Drina bei Zvornik und der Bosna bei Doboj und daher seit langem ein wichtiger Verkehrsweg. Heute verlaufen hier die Eisenbahnlinie Doboj–Tuzla–(Zvornik) und die Magistralstraße M4.